# Robin Vanden Abeele
Robin Vanden Abeele (21 februari 1994) is een Belgisch mountainbiker uit Bottelare.

## Levensloop
In 2014 werd Vanden Abeele tweede op het Belgisch kampioenschap mountainbike eliminator. In 2013 behaalde hij een tweede plaats op het Vlaams kampioenschap en werd hij eveneens provinciaal kampioen (Oost-Vlaanderen).